# Phyllocoptes padi
Phyllocoptes padi är ett spindeldjur som beskrevs av Heikki Roivainen 1947. Phyllocoptes padi är ett kvalster som ingår i släktet Phyllocoptes och familjen Eriophyidae. Arten är reproducerande i Sverige.